# Gunungiella achtadachi
Gunungiella achtadachi är en nattsländeart som beskrevs av Schmid 1968. Gunungiella achtadachi ingår i släktet Gunungiella och familjen stengömmenattsländor. Inga underarter finns listade i Catalogue of Life.